# SN 2011fk
SN 2011fk – supernowa typu Ia odkryta 29 sierpnia 2011 roku w galaktyce UGC 549. W momencie odkrycia miała maksymalną jasność 16,60m.